# Поліартрит
Поліартри́т (від полі та грец. ἂρθρον — суглоб) — одночасне ураження кількох суглобів або послідовне поширення запального процесу з одного суглоба на інші. Причиною поліартриту можуть бути ревматизм (ревматичний поліартрит), деякі інфекційні захворювання (наприклад, шигельоз, псевдотуберкульоз тощо), сепсис (септичний поліартрит), порушення обміну речовин (наприклад, подагра) тощо. Ознаки: біль у суглобах, місцевий набряк, почервоніння шкіри. Як ускладнення можливі погана рухливість, деформації суглобів. Лікування спрямоване на усунення основного захворювання; антибіотики, протизапальні засоби, лікувальна фізкультура тощо.

## Види поліартритів
Може виступати як самостійне захворювання — інфекційно-неспецифічний (ревматоїдний) поліартрит (див. Колагенові хвороби), а також бути результатом ревматизму, сепсиса, подагри і багатьох інших захворювань.

## Клінічні ознаки
Проявляється болем у суглобах, місцевою припухлістю, гіперемією шкіри. Можлива погана рухливість, деформація суглобів.

## Лікування
Лікування головного захворювання; антибіотики, антигістамінні препарати, імунодепресанти, анальгетики і протизапальні засоби, фізіотерапевтичні методи.